# جيريمي كينسمان
جيريمي كينسمان هو دبلوماسي كندي، ولد في 28 يناير 1942 في مونتريال في كندا.